# Berit Reiss-Andersen
Berit Reiss-Andersen (Drøbak, 11 luglio 1954) è un'avvocata e politica norvegese appartenente al Partito Laburista e presidente a partire dal 2017 del Comitato per il Nobel norvegese che ogni anno assegna il Premio Nobel per la pace.

## Biografia
Reiss-Andersen ha conseguito la laurea in giurisprudenza nel 1981 presso l'Università di Oslo, la più importante università della Norvegia. È stata dirigente presso l'Ufficio Norvegese di Immigrazione dal 1981 al 1982 e consulente legale presso il Ministero Reale di Giustizia e Polizia dal 1982 al 1984. Ha lavorato come procuratore con il distretto di polizia di Oslo dagli anni 1984 - 1987. Dal 1987 al 2016 ha acquisito la propria prassi giuridica a Oslo e ha ottenuto il diritto di comparire davanti alla Corte Suprema di Norvegia nel 1995. Nel 1997 è stata nominata come uno dei difensori di difesa regolari presso la Corte Distrettuale di Oslo e la Corte d'Appello di Borgarting. Nel 2016 è diventata partner presso l'ufficio di Oslo di DLA Piper. È stata Presidente dell'Associazione Bararia norvegese dal 2008 al 2012.
Nel 2011 Berit Reiss-Andersen è stata eletta membro del Comitato per il Nobel norvegese e nel 2017 è succeduta a Kaci Kullmann Five come presidente.

## Opere
- 1997: Nella tana dei lupi (Løvens gap, con Anne Holt), ed. Einaudi.
- 2000: La ricetta dell'assassino (Uten ekko, con Anne Holt), ed. Einaudi 2013